# Eknomoliparis chirichignoae
Eknomoliparis chirichignoae is een straalvinnige vissensoort uit de familie van slakdolven (Liparidae). De wetenschappelijke naam van de soort is voor het eerst geldig gepubliceerd in 1991 door Stein, Meléndez C. & Kong U..